# تلماسه (رمان)
تلماسه (به انگلیسی: Dune) نام اولین کتاب از یک سری هشت‌تایی رمان علمی-تخیلی اثر فرانک هربرت است که در سال ۱۹۶۵ میلادی منتشر شد. این سری بعدها توسط پسرش برایان هربرت و کوین جی. اندرسن ادامه یافت. بسیاری از هواداران علمی-تخیلی، این اثر را یکی از برترین داستان‌های این ژانر برای تمام اعصار می‌دانند. از تلماسه اغلب به عنوان پرفروش‌ترین اثر این ژانر، یاد شده‌است. این کتاب به میزان گسترده‌ای از فرهنگ‌های خاورمیانه‌ای و اسلام برای ساختار جهان درونی‌اش الگو دربرمی‌گیرد.

## پس‌زمینه
داستان تلماسه در آینده‌ای دور می‌گذرد و در جامعه‌ای ملوک‌الطوایفی که با الهام از جوامع اعراب بدوی ساخته شده‌است. سه عامل اثرگذار در این جامعهٔ فراسیاره‌ای عبارت‌اند از پادشاه امپراتور (صدام چهارم) و خاندان‌های حکومتی، اتحادیهٔ فضایی (صاحب انحصار حمل و نقل فضایی) و گروه بنی جزریت.
پس از جهاد بزرگ باتلری، ساخت و ایجاد دستگاه‌های خودکار و رایانه‌ها تابو شده، بنابراین جوامع انسانی مجبور به افزایش توانایی‌های جسمی و ذهنی انسان‌ها با استفاده از پرورش نژاد و نیروهای مرموز ماده‌ای به نام اسپایس ملانژ یا ادویه شده‌اند. ملانژ ماده‌ای است که قادر است نیروهای ذهنی آدمی را تا حد بسیار زیادی افزایش دهد، حتی در مواردی می‌تواند باعث ایجاد پیش آگاهی از وقایع آینده و طی‌الارض شود. ملانژ تنها در سیارهٔ بیابانی و بسیار خشک آراکیس (اقتباس از نام عراق) یافت می‌شود. خشکی آراکیس به حدی است که مردم آن (فرمنها - Fremen) برای از دست نرفتن رطوبت بدن مجبورند از جامه‌های مخصوصی استفاده کنند و آب در آنجا ارزشمندترین چیز است. ملانژ را ماسه کرمهای آراکیس می‌سازند و استخراج‌کنندگان ادویه افزون بر جنگ دایمی با آب و هوای وحشتناک این سیاره، مجبورند گاه‌وبیگاه با آن‌ها هم سر و کله بزنند. ماسه کرم‌هایی که قطر آن‌ها گاهی به ۲۰ متر هم می‌رسد. «آب حیات» نیز از همین موجودات استخراج می‌شود.
ماجرای اصلی رمان، نبرد بین سه خاندان بزرگ آتریدیز، هارکونن و کورینو (خاندان صاحب مقام امپراتوری) بر سر تصاحب این سیاره و زندگی‌نامهٔ قهرمان افسانه‌ای فرمن‌ها پل مودیب است. خاندان امپراتوری، تسلط خود را با کمک نیروی نظامی هولناکی به نام ساردوکار بر عالم مسکون حفظ می‌کند. ساردوکارها از کودکی آموزش می‌بینند که بی‌رحم باشند و در نبرد از هیچ عملی فروگذار نکنند.
گروه بنی جزریت هم از سوی دیگر، برنامه‌ای دیگر برای خود تدارک دارند. آن‌ها نسل‌هاست که اذهان مردم را با اعتقاداتی مذهبی اسیر کرده‌اند و برنامه‌ای دقیق و حساب شده برای کنترل نژادی نسل انسان‌ها دارند. هدف آن‌ها تولد کویساتزهادراچ منجی مانندی است که بر عالم حکومت کند.

## داستان
آتریدیزها جزو محبوب‌ترین خاندان‌های حکومتی هستند. پادشاه امپراتور صدام چهارم که از قدرت آتریدیزها هراسان شده و به خاطر ترس از اعضای درباری لندزراد (Landsraad) نمی‌تواند خود مستقیماً علیه آن‌ها وارد عمل شود، کنترل منابع ملانژ در آراکیس را از بارون ولادیمیر هارکونن (بزرگ خاندان هارکونن و دشمن قدیمی دوک آتریدیز) می‌گیرد و به آتریدیزها می‌سپارد. دوک لتو آتریدیز، سرور خاندان آتریدیز، آراکیس را با وجود آب و هوای خشک و سختش سرزمین خوبی می‌بیند، زیرا امید دارد ارتشی از فرمن‌ها که زندگی در آراکیس آن‌ها را سخت و خشن و شکست‌ناپذیر کرده، بسازد تا با گارد ترسناک پادشاه امپراتور، سارژوکار، برابری کنند.
از سوی دیگر پسر دوک آتریدیز، پاول و وارث بارون هارکونن، فیض-روتا، هر دو از پروردگان برنامهٔ بنی جزریت هستند. تنها با این اشکال که طبق برنامهٔ بن‌جزریت، پاول باید دختر به دنیا می‌آمد تا از فید-روتا هارکونن، کوییساتزهادراچ را به دنیا بیاورد. اما سرپیچی مادر پاول، لیدی جسیکا، این برنامه را برهم زده‌است ….

## اقتباس‌ها
- در سال ۱۹۷۴، از آلخاندرو خودوروفسکی درخواست شد تا فیلمی بر اساس این رمان بسازد، اما این پروژه لغو گردید.
- کارگردان آمریکایی، دیوید لینچ، به سال ۱۹۸۴ فیلمی به نام تلماسه بر اساس این اثر ساخته‌است.
- بازی‌ای که آن را نخستین نمونهٔ بازی راهبرد بی‌درنگ می‌دانند، در فضای الهام گرفته شده از دنیای تلماسه می‌گذرد.
- سریالی به سال ۲۰۰۲ میلادی بر اساس قسمت‌های بعدی تلماسه ساخته شده، با نام فرزندان تلماسه.
- در سال ۲۰۲۱، دنیس ویلنوو فیلمی به نام تلماسه از روی این اثر ساخته‌است.